# NATO保守整備補給機関
座標: 北緯49度38分27秒 東経5度59分12秒 / 北緯49.640833度 東経5.986667度

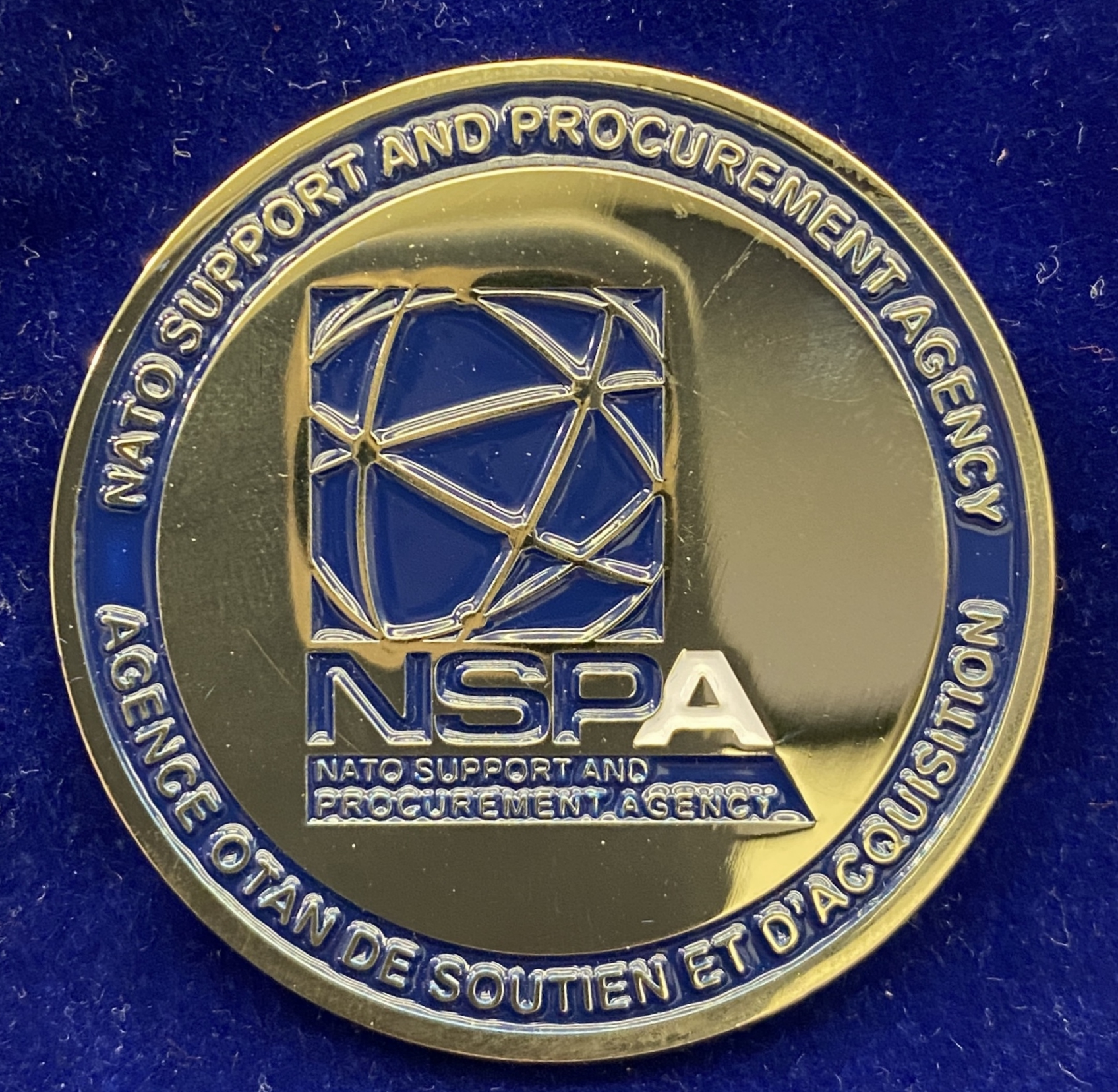
NSPA Medal

北大西洋条約機構保守整備補給機関（きたたいせいようじょうやくきこうほしゅせいびほきゅうかんりきかん、英語：NATO Maintenance and Supply Agency、フランス語：Agence OTAN d'entretien et d'approvisionnement、略称：NAMSA）は、北大西洋条約機構加盟国における一般調達を援助する機関で、特に複数国が保有する兵器で共通する武器システムの予備部品と保守整備業務を援助することにある。
本部はルクセンブルク大公国のマメ（fr:Mamer）のカベロン（fr:Capellen）に所在している。敷地はカベロンを縦断するダルロン道（route d'Arlon）の南部の大部分を占有している。冷戦中は、フランス共和国パリとイタリア共和国ターラントに別の管理単位が維持されていた。